# Infos du monde
Infos du monde était un hebdomadaire d'Information parodique français, créé par Stéphane de Rosnay et Daniel Filipacchi en 1994. Il était inspiré du tabloïd américain Weekly World News dont il était le partenaire commercial.
Publié le mercredi, le magazine était composé de 16 pages et ne présentait que de fausses informations, souvent loufoques, illustrées par des photo-montages, comme « L'enfant chauve-souris », « La mère à 2 têtes et son bébé à 2 têtes », « Mon fils s'appelle Castorama », « Le fils secret d'Elvis vit à Nice »,  « Des cannibales se font dévorer par des missionnaires », ou encore « Cette poule pond des œufs durs ».
Il a été distribué d'abord de 1994 à 1995, puis de 1997 à 1998 chez l'éditeur Michel Birnbaum.
Parmi la petite équipe fondatrice se trouvait Frédéric Royer, le futur créateur des Gérard de la télévision et de L'Examineur. Il fut rédacteur de la première version, puis rédacteur en chef de la seconde. On comptait également parmi les collaborateurs le journaliste et futur scénariste Diastème et la journaliste Christelle Parlanti.
Le 10 juin 1995, l'équipe d'Infos du Monde écrit et produit pour France 2 On nous cache tout on nous dit rien, une déclinaison télévisée du journal, présentée par Arthur, Jean-François Halin, Patrick Timsit et Christelle Parlanti. Malgré de bonnes audiences, le programme ne connait qu'une seule émission, face aux protestations de la rédaction de la chaîne pour qui les fausses informations présentées comme des vraies entraînent une confusion des genres.